# Don't Forget (canción)
«Don't Forget» —en español: «No olvides»— es una canción interpretada por Demi Lovato, incluida en su primer álbum de estudio homónimo (2008). Musicalmente, es una balada glam rock, compuesta por la intérprete junto a Nick, Joe y Kevin Jonas, mientras que su producción musical estuvo a cargo de John Fields. Lovato dijo que obtuvo la inspiración para componerla cuando terminó su relación con un exnovio.
La canción obtuvo buenos comentarios por parte de los críticos, quienes elogiaron la voz de la solista. Por otro lado, contó con un éxito moderado en las listas norteamericanas, ya que alcanzó el puesto número cuarenta y uno en el conteo estadounidense Billboard Hot 100 y la posición setenta y seis en la lista Canadian Hot 100 de Canadá.
Robert Hales dirigió el vídeo musical. Al principio, diferentes guiones habían sido escritos para el videoclip, pero Lovato los rechazó por motivos personales. En él, aparecen varias escenas donde la artista se encuentra cantando bajo la lluvia. «Don't Forget» ha sido incluida en el repertorio de sus giras Summer Tour 2009, South America Tour 2010 y A Special Night with Demi Lovato. El 28 de junio de 2012, Dorca Barrenechea interpretó la canción en la segunda temporada del programa peruano Yo Soy.

## Antecedentes y composición

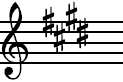
«Don't Forget» está compuesta en la tonalidad de mi mayor.

Lovato compuso «Don't Forget» con los hermanos Nick, Joe y Kevin Jonas, mientras que su producción musical estuvo cargo de estos últimos con John Fields. Como parte de la instrumentación de la canción, Dorian Crozier y Michael Bland tocaron los tambores, mientras que Fields los teclados, la guitarra y el bajo. Está registrada bajo el nombre de «Did You Forget» en el sitio Broadcast Music, Inc.. La cantante dijo que es una de sus canciones favoritas de Don't Forget y que se sintió «muy emocionada» al grabarla. En una entrevista con PopEater, cuando le preguntaron sobre la inspiración de la pista, dijo que: 

«Todos nos enamorarnos, pero entonces la otra persona se aleja, y se va por otro lado. Pasé por una experiencia como esa y quería escribir sobre ella. La superé, y ahora, un año más tarde, ya no tengo aquellos sentimientos por esa persona».

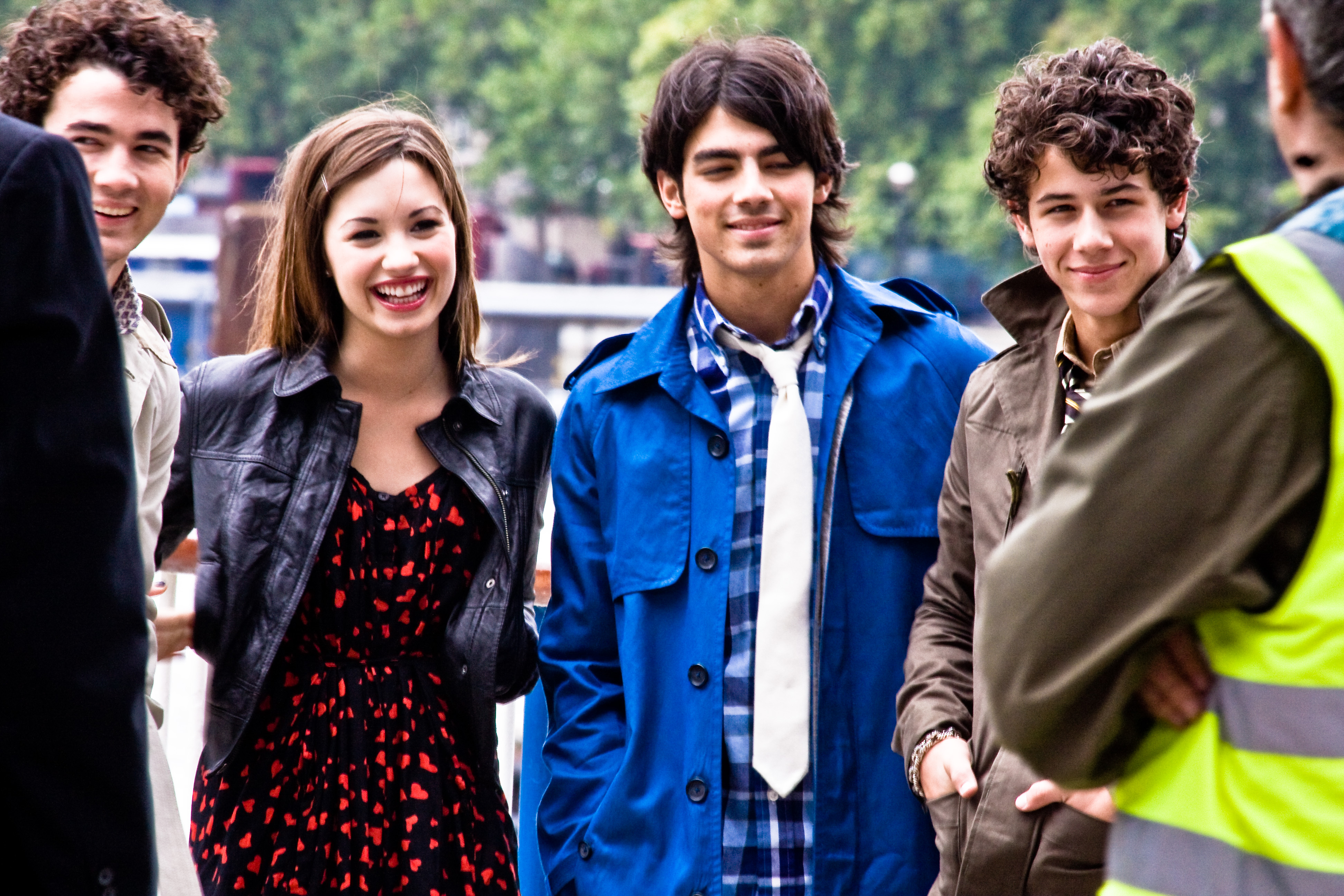
Lovato y The Jonas Brothers, compositores de la canción.

«Don't Forget» es una balada glam rock, que habla sobre una relación que se derrumbó, con frases como «Did you forget that I was even alive? Did you forget everything we ever had?»— en español: «¿Olvidaste que aún seguía con vida? ¿Olvidaste todo lo que tuvimos?»—. De acuerdo con una partitura publicada en Musicnotes.com por Sony/ATV Music Publishing, está compuesta en la tonalidad de mi mayor con un tempo de 92 pulsaciones por minuto. El registro vocal de Lovato está interpretado en falsetto y se extiende desde la nota de do♯4 hasta la mi♯5. Incluye un «balanceo» instrumental y una ruptura de guitarras pesadas. Ed Masley de The Arizona Republic la comparó con las canciones de Green Day.
Junto a «La La Land» están incluidas como pistas adicionales en la versión europea de su segundo álbum de estudio, Here We Go Again, de 2009. Una versión en directo formó parte de su segundo EP, iTunes Live from London, grabado en el Reino Unido en 2009 y puesto en venta en iTunes. Asimismo, otra versión en vivo está incluida en su primer disco en directo, Demi Lovato Live: Walmart Soundcheck, el cual lo grabó en un concierto en una sucursal de Wal-Mart.

## Recepción

### Comentarios de la crítica

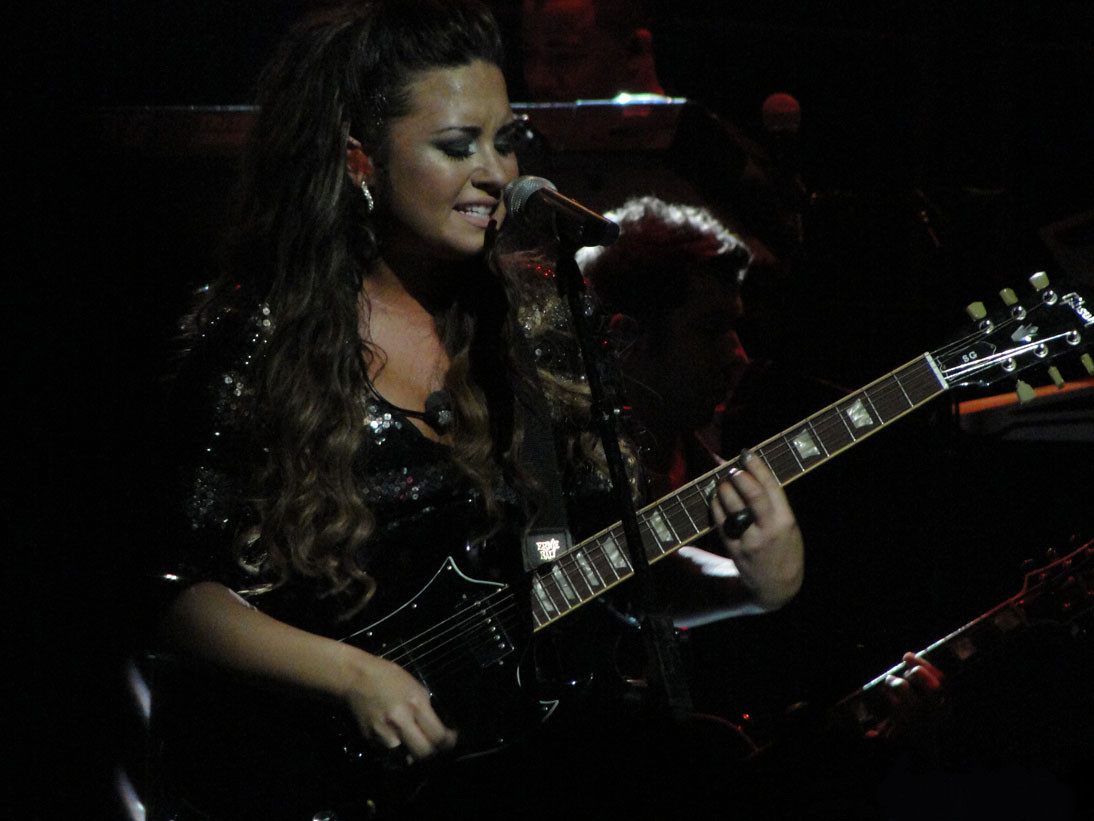
Lovato cantando «Don't Forget» en su gira An Evening with Demi Lovato.

«Don't Forget» obtuvo comentarios positivos por parte de los críticos musicales. Ed Masley de The Arizona Republic la incluyó en la posición número dos de su top 10 de canciones de las chicas Disney, y comentó que «Lovato realmente vende esta épica balada con su voz sofocada, [...] La escribió con The Jonas Brothers, quienes han disfrutado claramente con el último trabajo de Green Day. Pero la verdad, esta podría haber sido uno de los himnos más convincentes de 21st Century Breakdown». Asimismo, la ubicó en la tercera posición de su lista de las mejores canciones de la cantante. Por su parte, Judy Coleman del periódico The Boston Globe escribió: «Lovato ya domina la limitada gama de facultades necesarias para las artistas principiantes de ahora». Asimismo, Michael Menachem de Billboard dijo: «Lovato, al igual que Miley Cyrus en sus comienzos, también se alejó brevemente de su sonido con la canción homónima del disco, "Don't Forget" y puede alcanzar un nuevo nivel con una interpretación preparada, [ya que] también busca ser tomada en serio». Por otro lado, Joey Guerra de Houston Chronicle indicó que la canción «es un modelo adecuado a la edad expuesta por Hilary Duff y Cyrus». Bill Lamb de About.com la ubicó en la tercera casilla de su lista de las diez mejores canciones de Lovato y comentó que «Demi Lovato demostró que tiene el control de los matices vocales necesarios para una artista pop consagrada». No obstante, la página web Sputnikmusic le dio una crítica polarizada, ya que la llamó «un poco cursi». El sitio Unreality Shout comentó que «[Lovato] definitivamente demuestra su madurez en esta canción, esta power ballad muestra su talento como cantante y compositora. Lovato casi la interpreta completamente en falsetto, lo que realmente destaca su vulnerabilidad y emoción». Alizee Serena del sitio Ryanseacest.com la colocó en el segundo puesto de las mejores canciones de la solista.

### Recepción comercial
«Don't Forget» tuvo una recepción comercial moderada en Norteamérica, a pesar de no ser un sencillo. En los Estados Unidos, debutó en la posición número sesenta y ocho de la lista Billboard Hot 100, en la semana del 11 de octubre de 2008. Posteriormente, en la edición del 4 de abril de 2009, volvió a entrar en el puesto ochenta y cuatro. En la semana del 25 de abril del mismo año, llegó el número cuarenta y uno y permaneció nueve semanas dentro del conteo. Por otro lado, alcanzó la posición veintidós en la lista Digital Songs. En la lista Pop 100, logró la casilla sesenta y dos. Para octubre de 2017, había vendido 1 100 000 copias en los Estados Unidos, siendo así la quinta canción de la cantante con más ventas digitales en dicho país.
En Canadá, la pista debutó en el puesto ochenta y dos de la lista Canadian Hot 100 en la edición del 2 de mayo de 2009. La siguiente semana, llegó a su máxima posición en el número setenta y seis. Además, alcanzó el trigésimo octavo puesto en la lista Hot Canadian Digital Singles.

## Promoción

### Vídeo musical

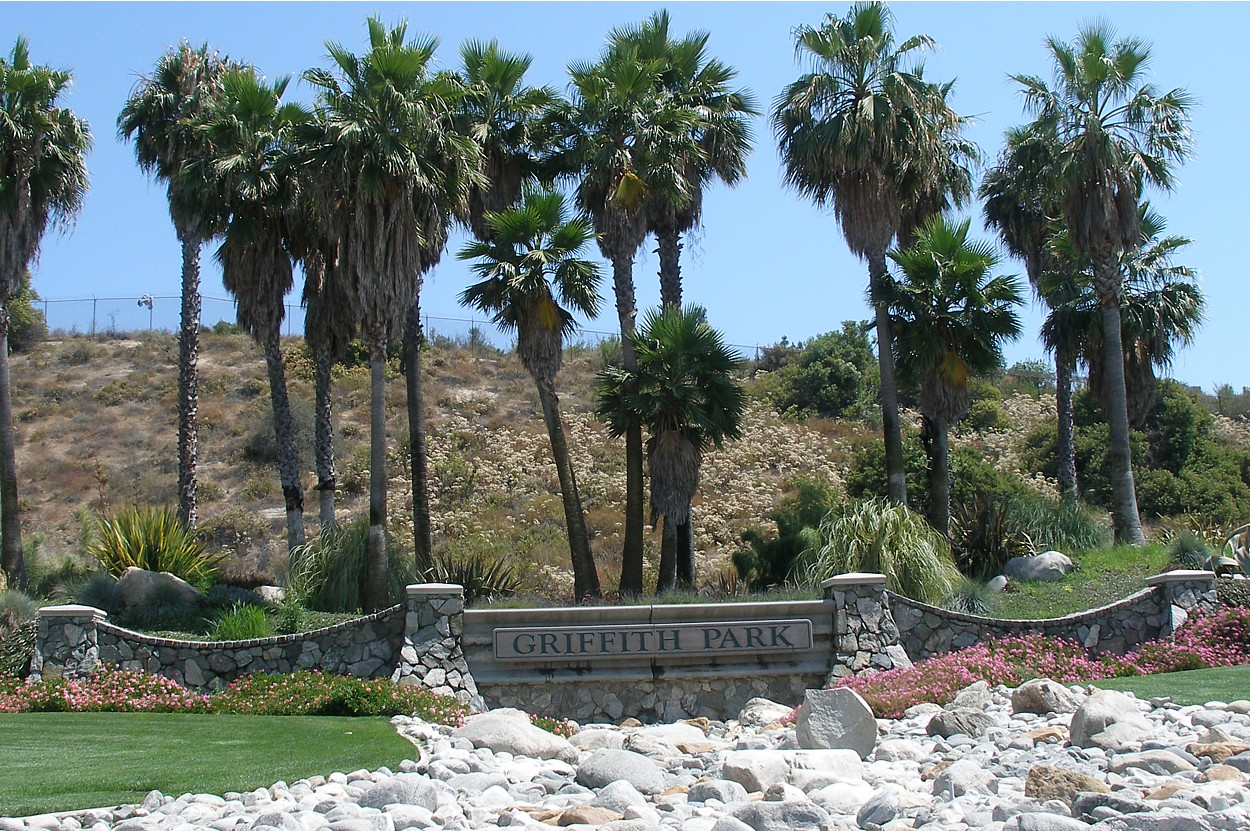
El equipo de producción grabó el vídeo musical de «Don't Forget» en el Griffith Park de Los Ángeles, California. En la imagen, la entrada al parque.

Robert Hales dirigió el vídeo musical de «Don't Forget». El equipo de filmación lo rodó en el Griffith Park de Los Ángeles, California, durante los últimos días de febrero de 2009. Por otro lado, la cantante comentó a través de su cuenta de Twitter que: «Ustedes saben, tienes frío cuando estás empapado y puedes ver tu aliento saliendo... No voy a olvidar esta filmación». Asimismo, confesó que diferentes guiones habían sido escritos para el videoclip, pero los rechazó porque quería que se hiera con su idea y declaró que «ellos tuvieron diferentes ideas [para la trama del vídeo], pero yo pensaba "No, descartémoslas". Quería que se hiciera con [mi] idea. Quería mostrarles colores, quería mostrarles todo. Esto es arte para mí y no quería que [se filmara] con la idea alguien más». La solista lo publicó en su cuenta de Myspace el 16 de marzo de 2009, mientras que Hollywood Records lo publicó en iTunes Store el 7 de abril de 2009. En una entrevista con PopEater, dijo:

«Hacía un frío terrible [en la lluvia]. Podías ver tu aliento. Yo estuve bajo la lluvia por un corto tiempo— mi banda entera estuvo allí por una hora y media. Fue una de las cosas más difíciles que he tenido que hacer en un rodaje. Pero pasó bastante rápido. Tenía un traje de cuerpo debajo de mi ropa, lo cual les puede parecer un poco divertido. Estaba tratando de no desconcentrarme bastante en todo rodaje porque estaba allí— pensando mucho en la posición en la que estaba hace un año... pensando en esa situación y en lo mucho que quería sacar toda la emoción desde mi pecho».

El videoclip comienza mostrando un autobús con Lovato y su banda. Está sentada en la parte de atrás, llorando, junto a una ventana, donde empieza a cantar las primeras líneas. Después, sale con su banda bajo la lluvia con un paraguas. Luego, caminan en el estacionamiento y entran a un parque de diversiones, donde Lovato se para delante de un carrusel con el paraguas mientras sigue cantando. Después del segundo estribillo, cantan en el estacionamiento, mientras que los colores de la lluvia cambian al fondo. De repente, la solista aparece dentro del autobús, una lágrima cae por su mejilla mientras interpreta las últimas líneas de la canción y finaliza el vídeo.
Steve Helling de People Magazine publicó su reseña del vídeo y escribió que Lovato «muestra su lado maduro en el vídeo» y añadió que «es difícil no darse cuenta de que la estrella de 16 años de Camp Rock está creciendo». El 17 de marzo de 2009, Taylor Swift le escribió a Demi en su cuenta de Twitter que: «Acabo de ver tu nuevo vídeo y empecé a llorar. Lo estoy viendo de nuevo... Es probablemente mi vídeo favorito de siempre».

### Interpretaciones en directo

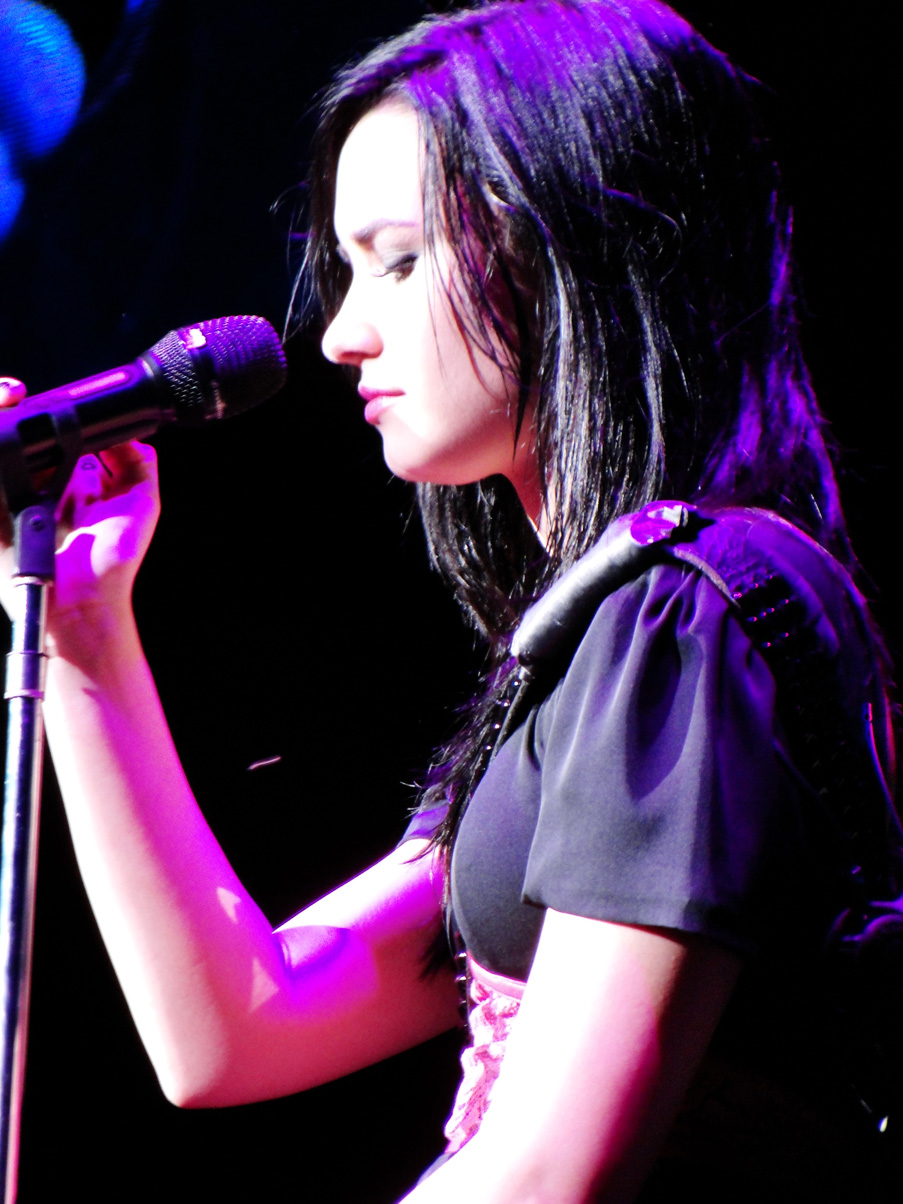
Lovato interpretando «Don't Forget» en su gira Summer Tour 2009.

La cantante interpretó «Don't Forget» en el programa The Ellen DeGeneres Show el 14 de abril de 2009, mientras que el 3 de mayo la cantó en el Bamboozle Music Festival.
En 2009, la incluyó en su primera gira, Summer Tour 2009. Ed Masley de The Arizona Republic comentó acerca de la presentación de la canción en Glendale, Arizona, que: «"Don't Forget" sobrevivió a su transformación en balada acústica, y Lovato le sacó todo el jugo a su interpretación más sensitiva de toda la noche». En el 2010, también la presentó en su tour South America Tour 2010. Además, la interpretó en Jonas Brothers Live in Concert World Tour 2010, junto con otras canciones de sus álbumes Don't Forget y Here We Go Again: «Get Back», «Catch Me», «La La Land», «Got Dynamite», «Remember December» y «Here We Go Again». En septiembre de 2011, la incluyó en su minigira An Evening with Demi Lovato. A partir de noviembre de ese año, «Don't Forget» formó parte de un popurrí con «Catch Me» en el repertorio de A Special Night with Demi Lovato. El 18 de mayo de 2012, VEVO reveló un vídeo donde la intérprete aparece cantando el tema en una presentación íntima, junto a otras canciones de su disco Unbroken: «Give Your Heart a Break», «Fix a Heart», «My Love Is Like a Star» y «Skyscraper». El 18 de julio del mismo año, cantó «Don't Forget» y «Catch Me» junto a Nick Jonas en el Greek Theatre de Los Ángeles, como parte de la promoción de su gira Summer Tour 2012.

## Posicionamiento en listas

### Semanales
| País           | Lista                        | Mejor Posición |
| -------------- | ---------------------------- | -------------- |
| Australia      | Australian Hitseekers chart  | 16             |
| Canadá         | Canadian Hot 100             | 76             |
| Canadá         | Hot Canadian Digital Singles | 38             |
| Estados Unidos | Billboard Hot 100            | 41             |
| Estados Unidos | Digital Songs                | 22             |
| Estados Unidos | Hot Digital Tracks           | 20             |
| Estados Unidos | Pop 100                      | 62             |

## Créditos y personal
- Demi Lovato: voz y composición.
- John Fields: bajo, guitarra, teclados y programación.
- Dorian Crozier: tambores.
- Micheal Bland: tambores.
- Nick Jonas: guitarra y percusión.
- The Jonas Brothers: composición y producción.

Fuentes: Folleto de Don't Forget y Discogs.